# Hägglingen
Hägglingen é uma comuna da Suíça, no Cantão Argóvia, com cerca de 2.059 habitantes. Estende-se por uma área de 7,73 km², de densidade populacional de 266 hab/km². Confina com as seguintes comunas: Dottikon, Mägenwil, Niederwil, Othmarsingen, Tägerig, Wohlen, Wohlenschwil.
A língua oficial nesta comuna é o Alemão.